# Wilhelm Tell

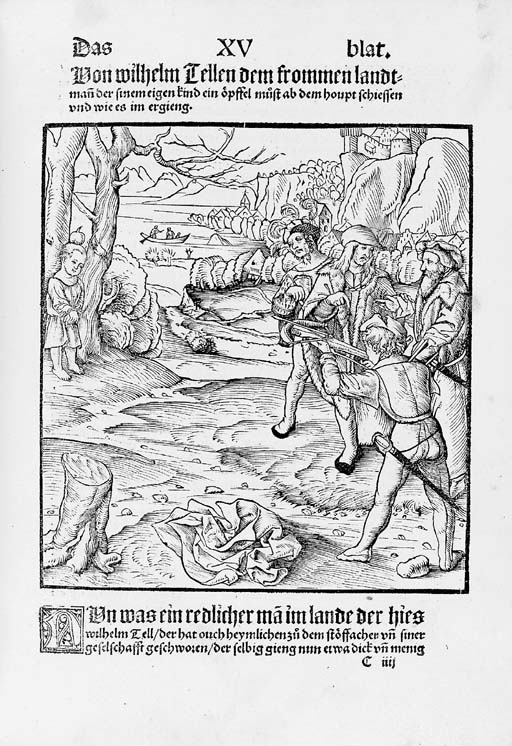
Tell beim Apfelschuss, Holzschnitt des Basler Künstlers Daniel Schwegler für die Ausgabe von Etterlins Chronik von 1507.

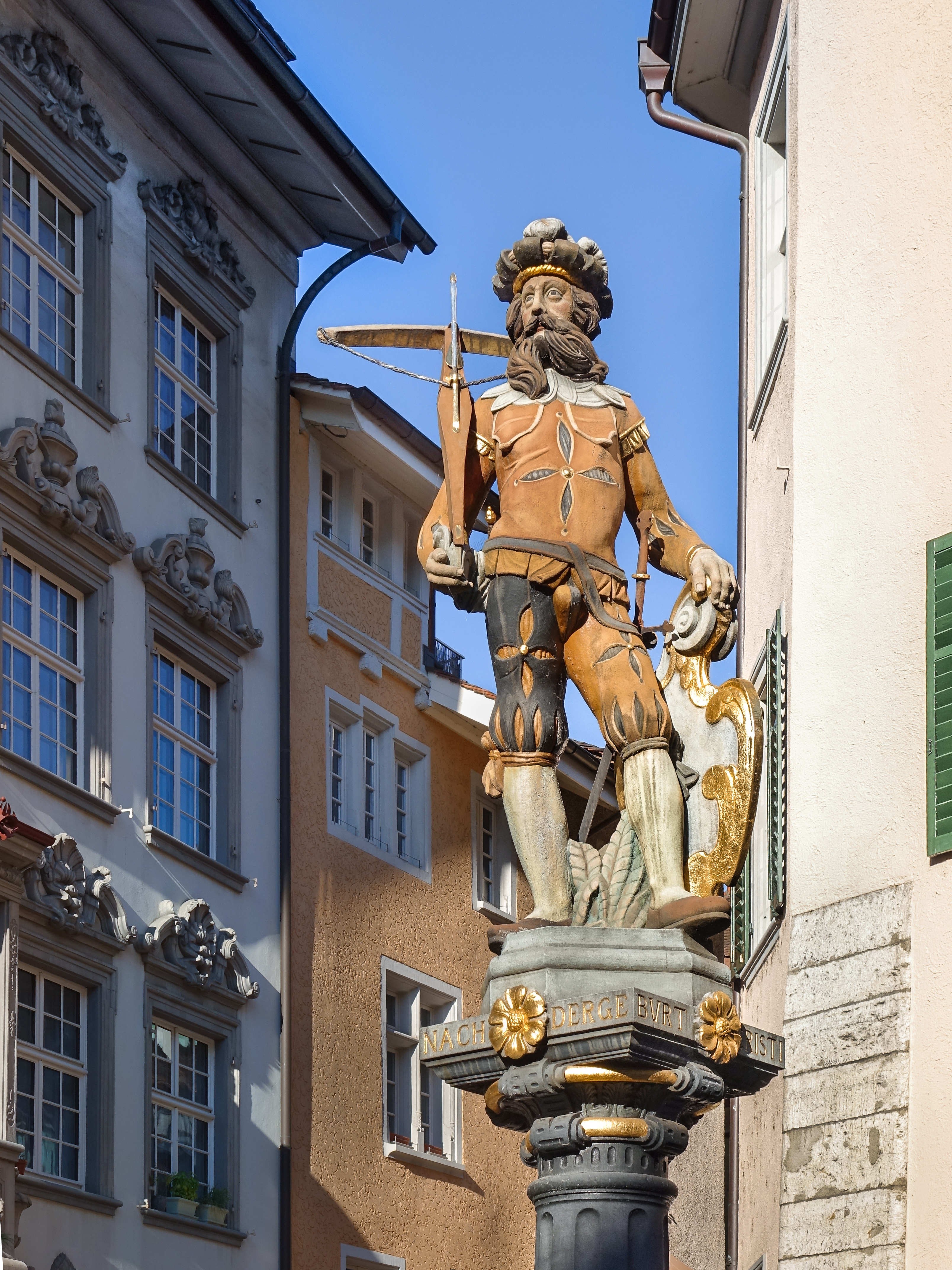
Tellenbrunnen in Schaffhausen (Kopie des Originals von 1522)

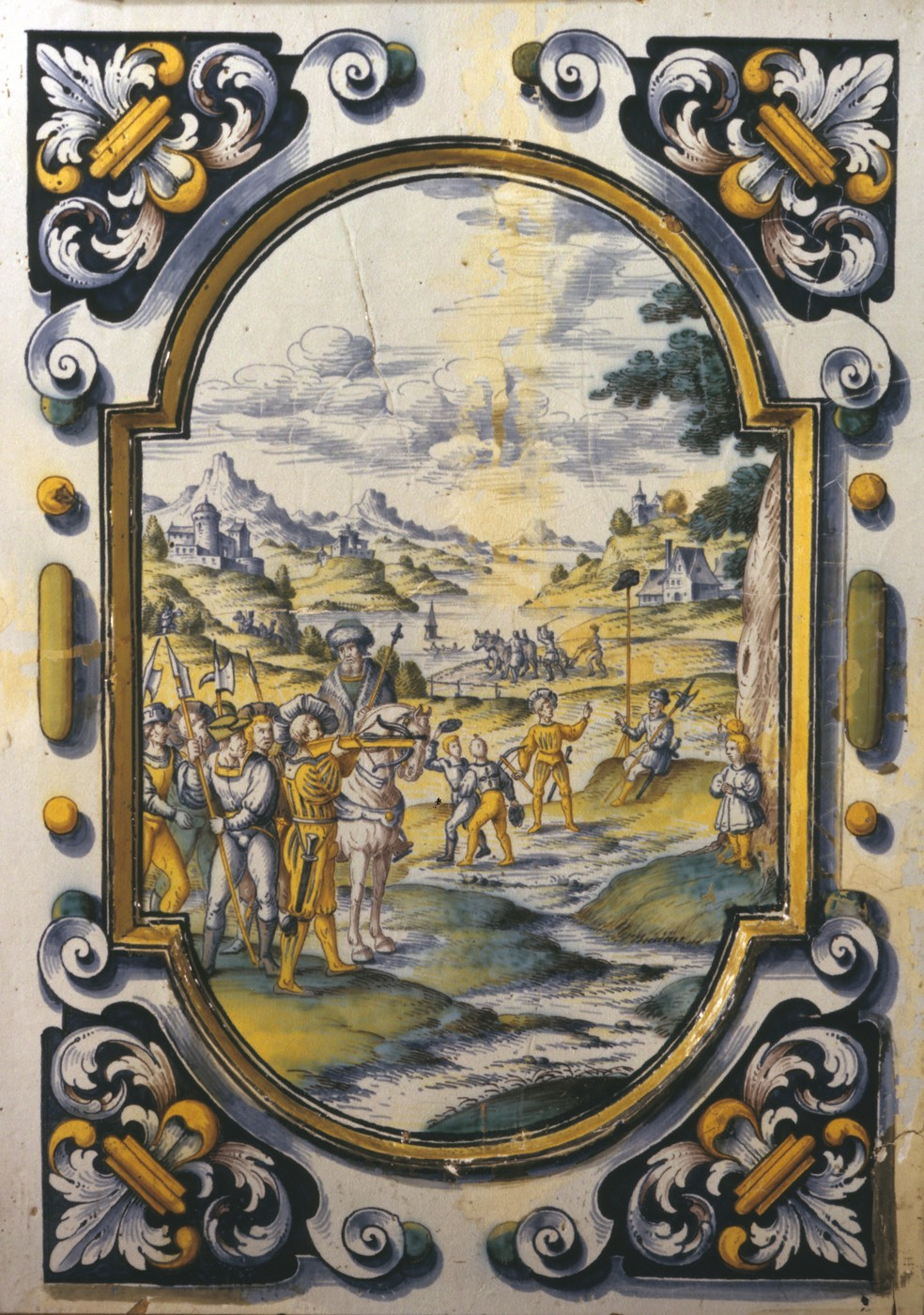
Der Apfelschuss auf einer Ofenkachel (um 1700), Schweizerisches Landesmuseum

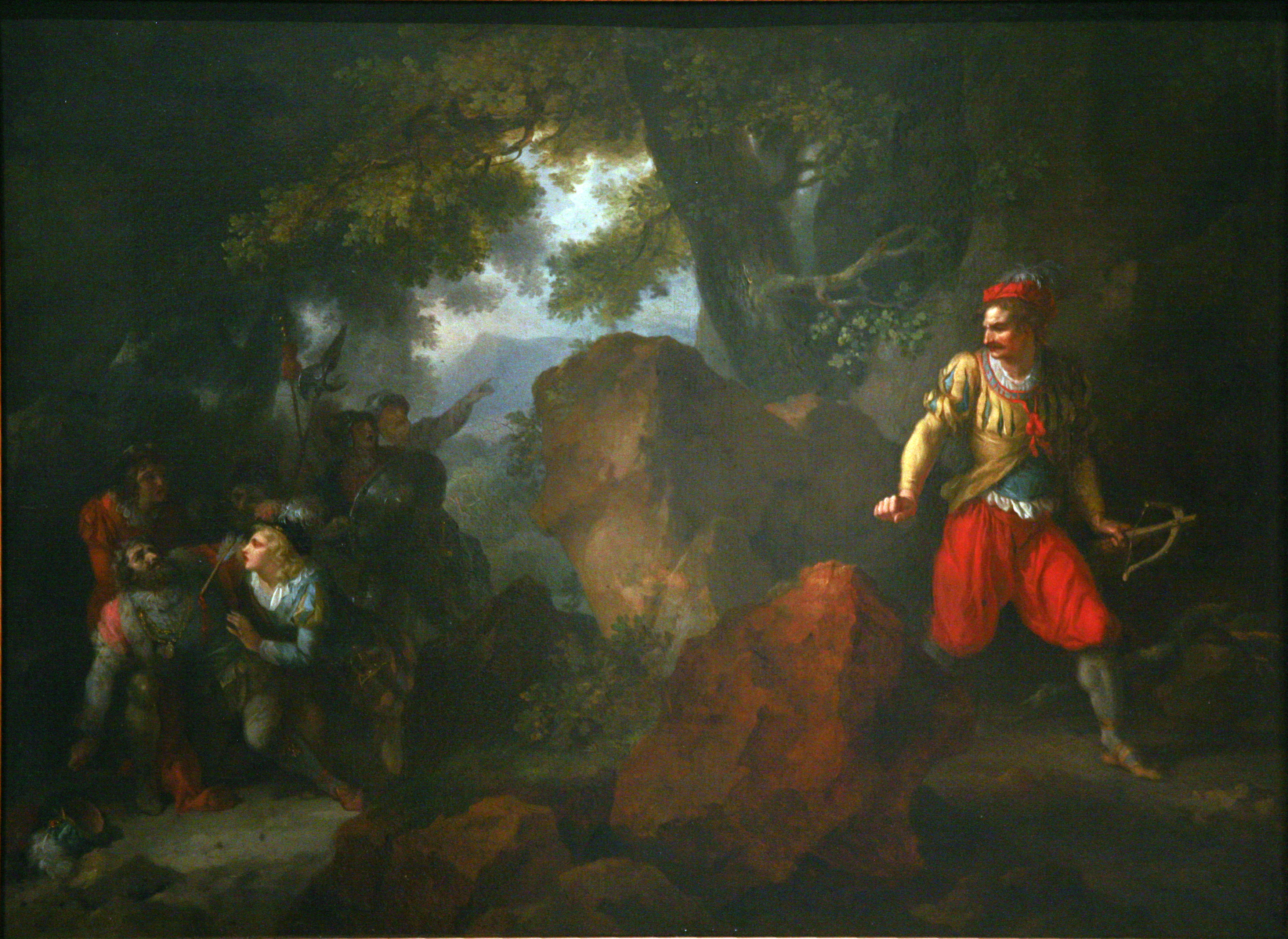
L’Héroïsme de Guillaume Tell, Ölgemälde von Jean-Frédéric Schall (1793)

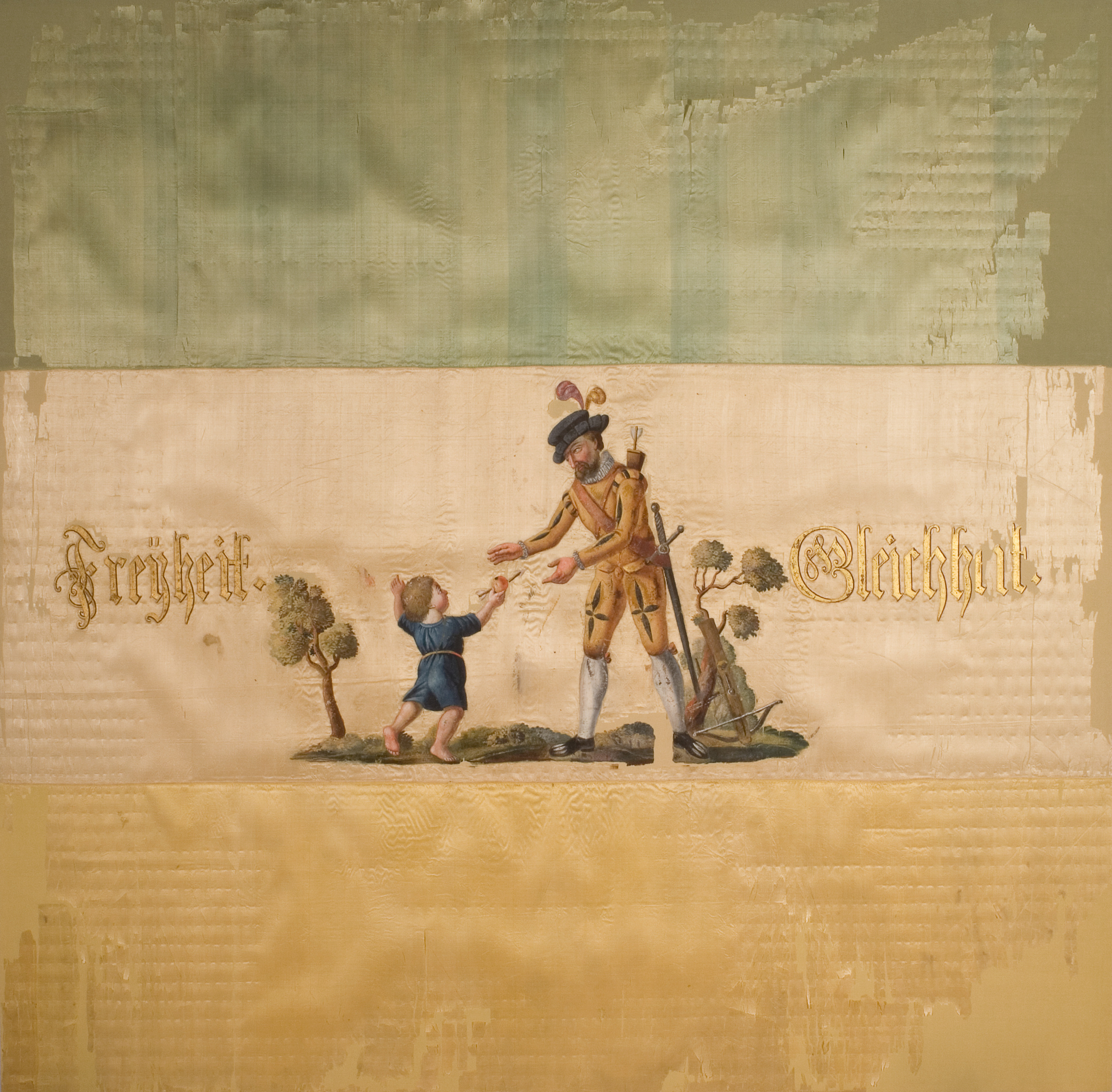
Trikolore der Helvetischen Republik (1799), Tell und sein Sohn mit dem durchschossenen Apfel

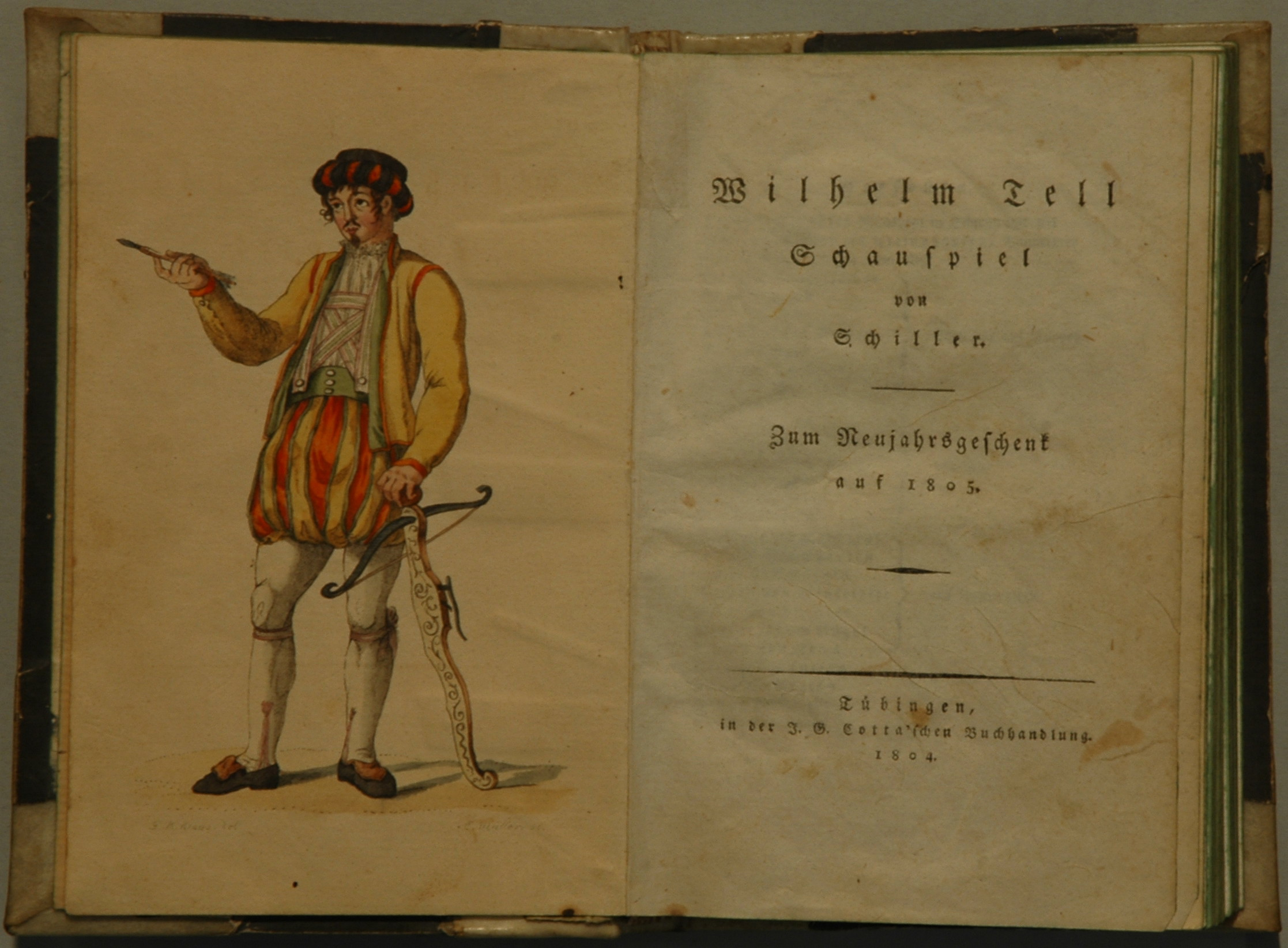
Darstellung Tells in der Erstausgabe von Schillers Drama (1804)

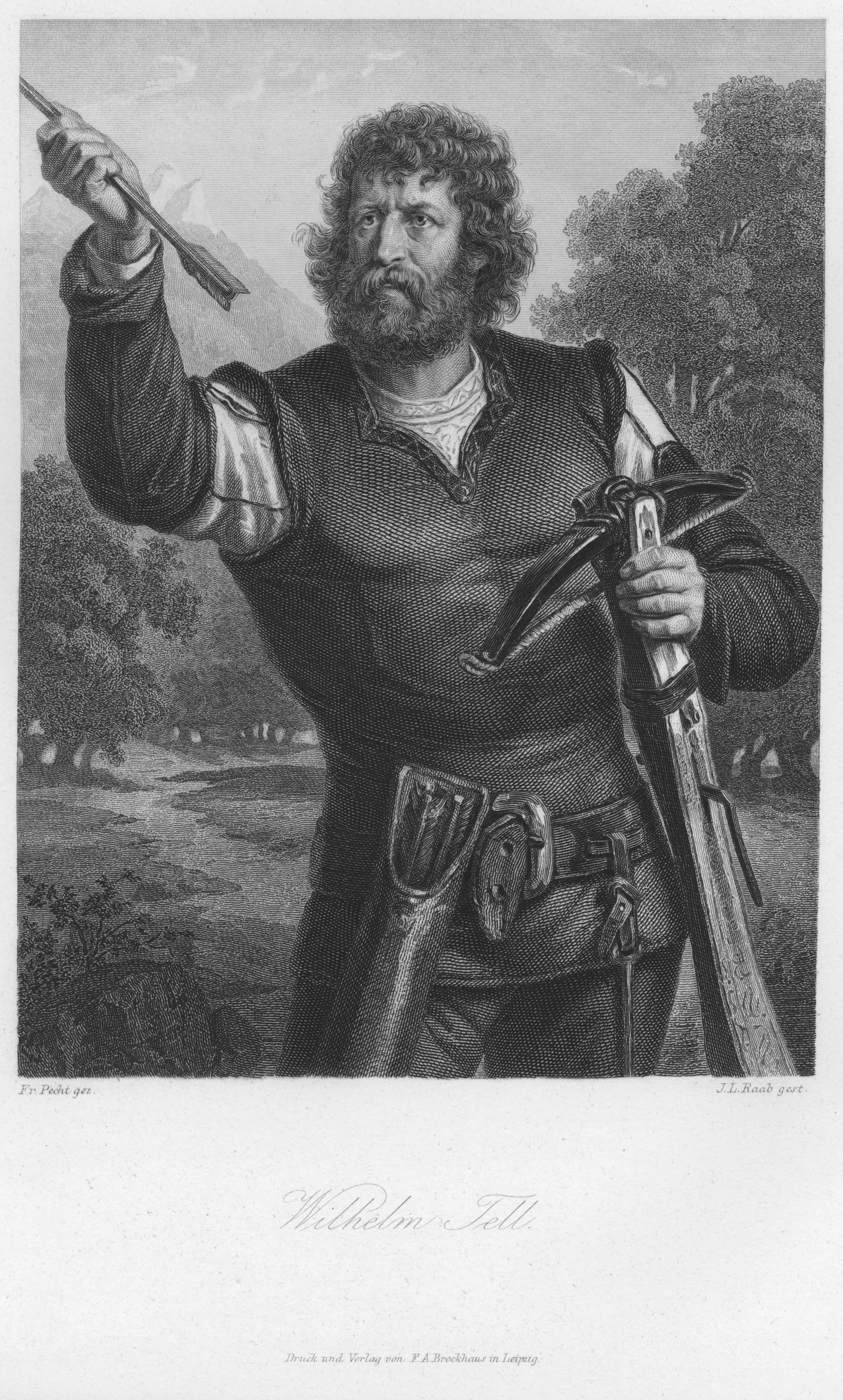
Wilhelm Tell aus der Schiller-Galerie,
Stahlstich von Raab nach Pecht, um 1859

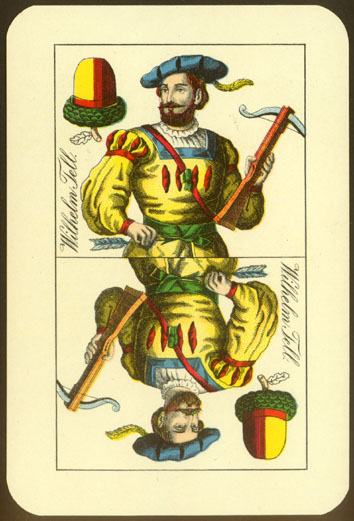
Wilhelm Tell als Eichel-Ober im doppeldeutschen Kartenspiel nach József Schneider (1864).

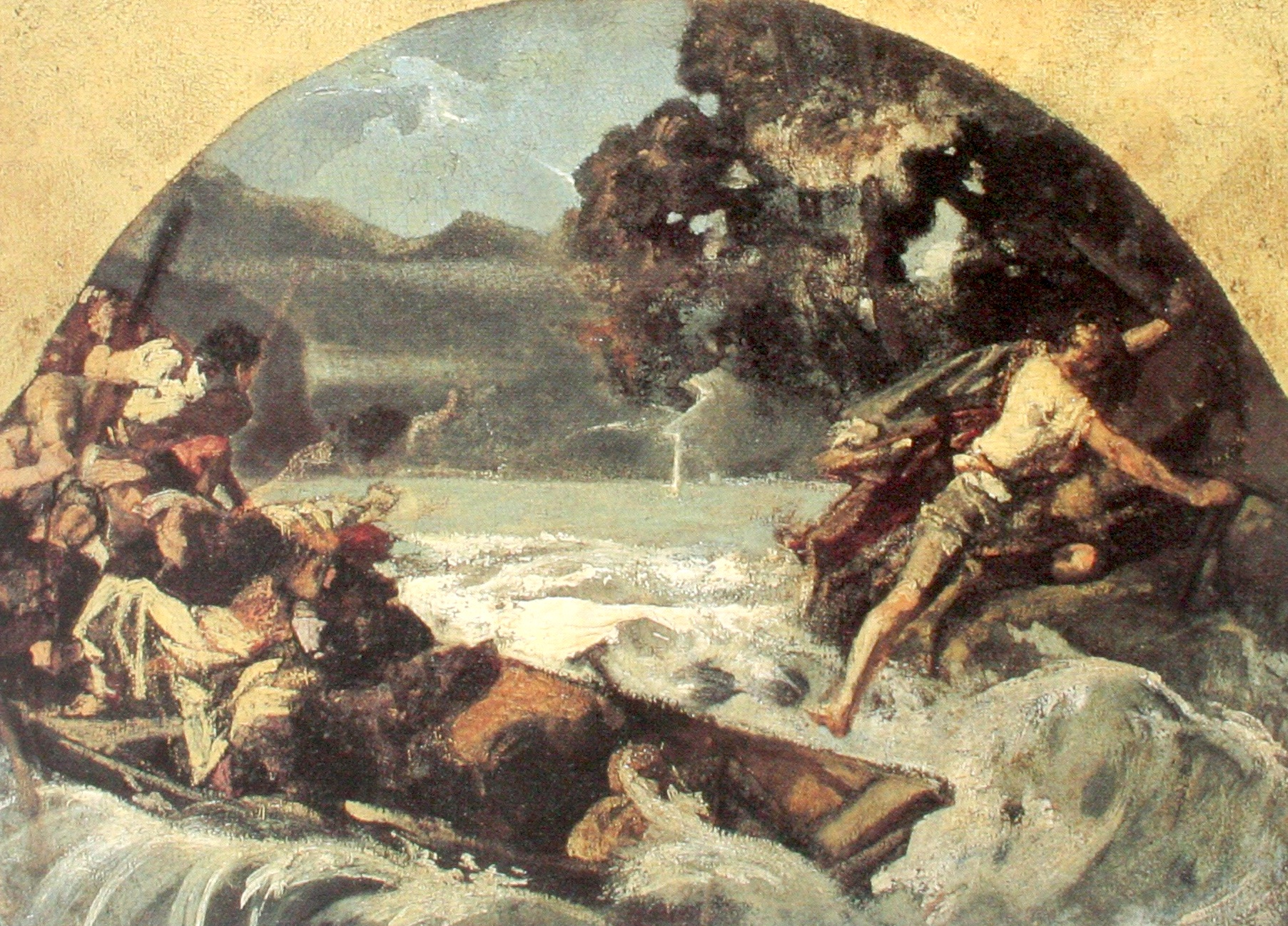
Tellensprung, Studie von Ernst Stückelberg für das Fresko in der Tellskapelle (1879)

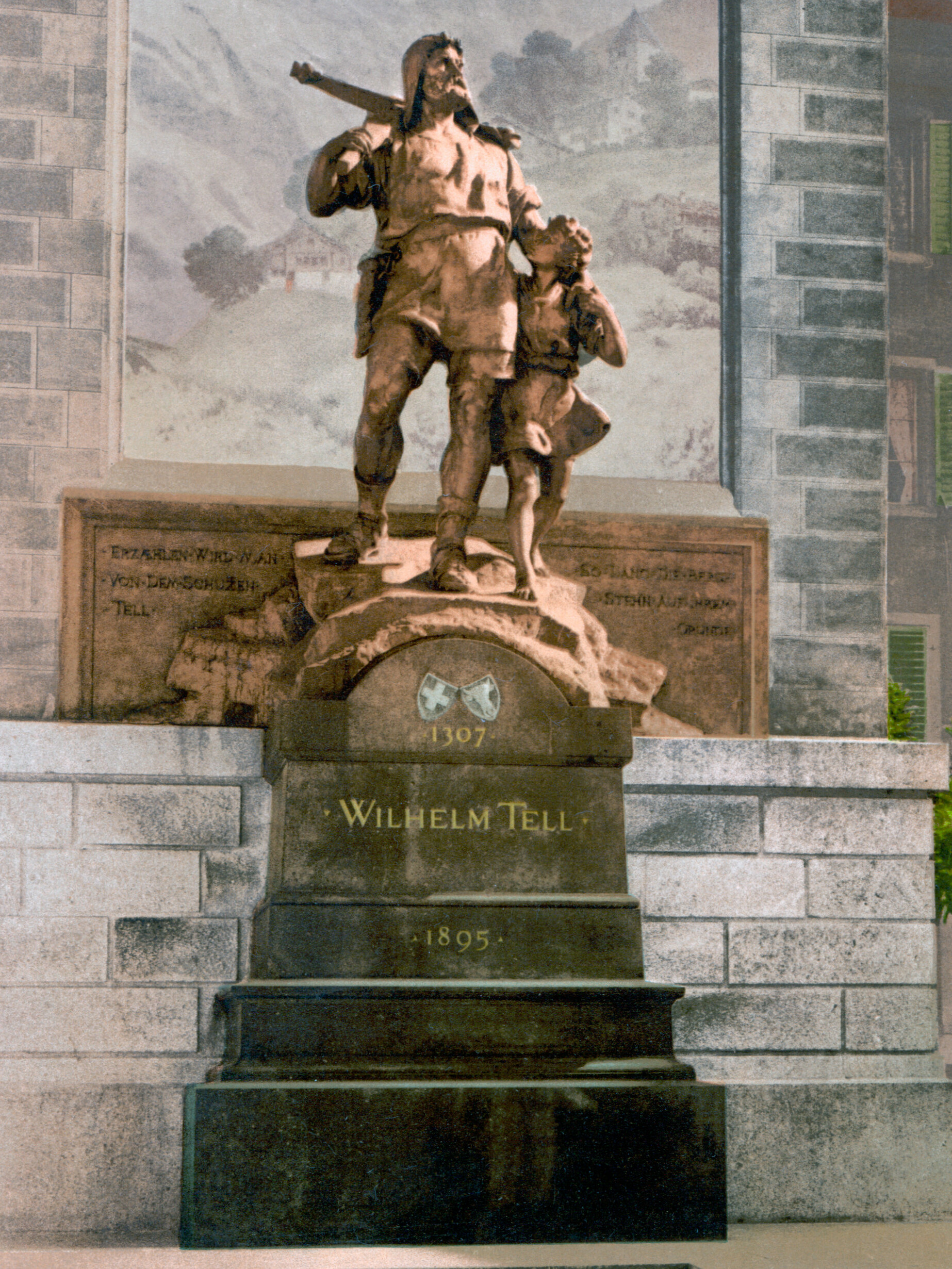
Wilhelm-Tell-Denkmal in Altdorf von 1895; auf dem Sockel das Datum des Rütlischwurs nach Tschudi, 1307

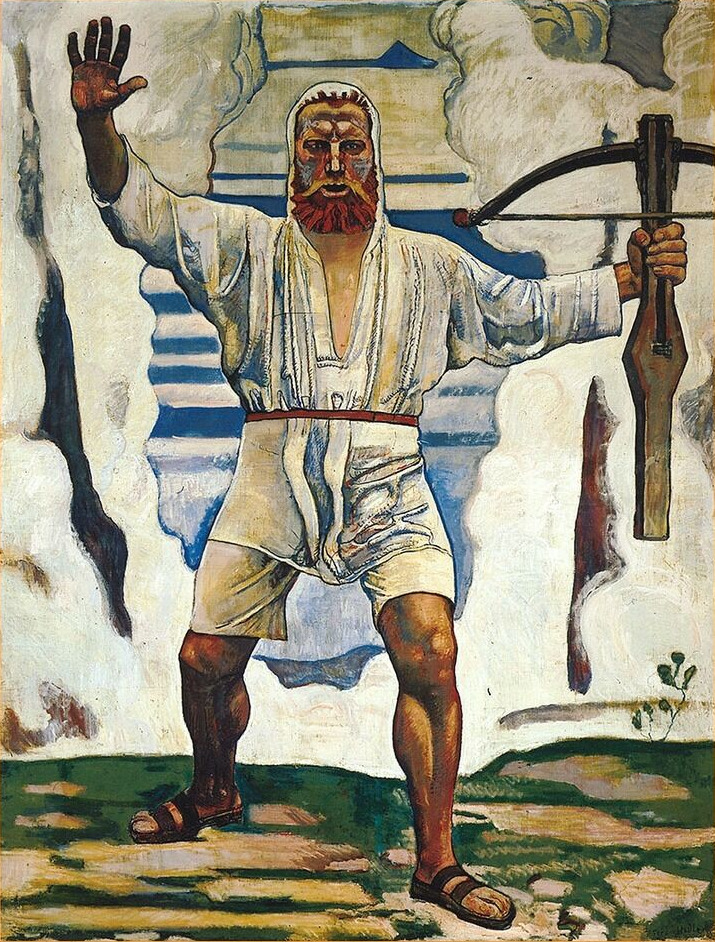
Ferdinand Hodlers Wilhelm Tell (1897)

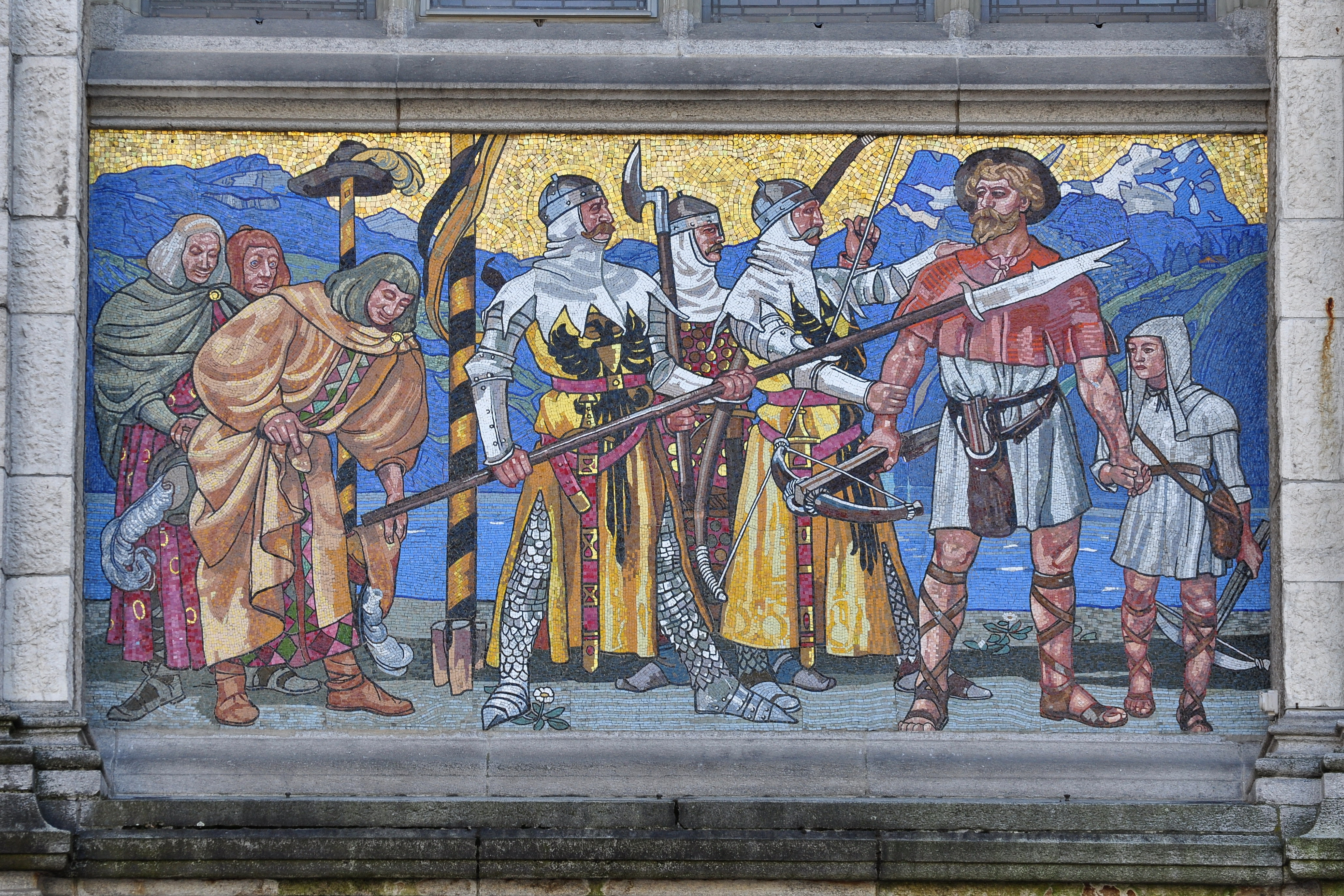
Verhaftung Tells beim Gesslerhut, Mosaik von Hans Sandreuter (1901)

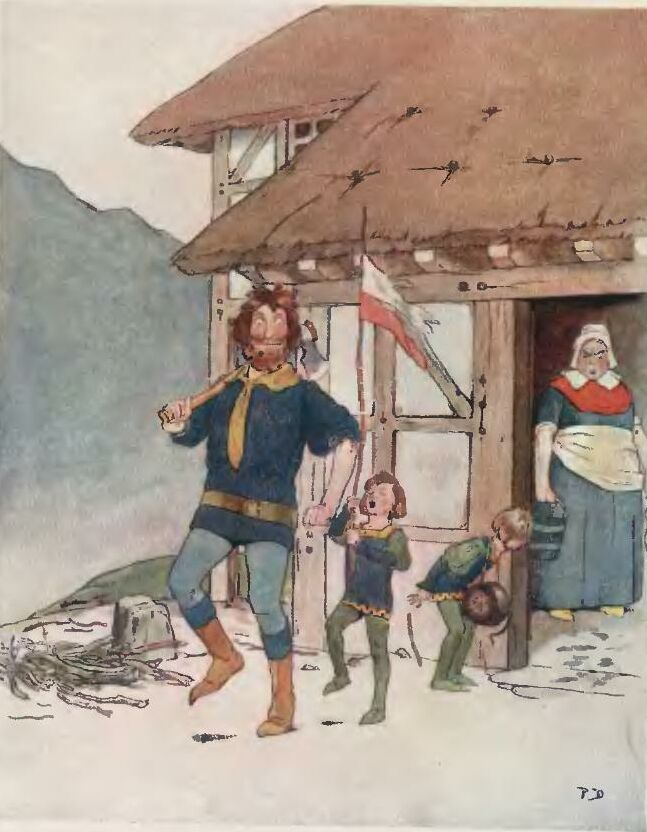
Tell mit seiner Familie, Illustration von Philip Dadd für William Tell Told Again von P. G. Wodehouse (1904)

Wilhelm Tell ist ein legendärer Schweizer Freiheitskämpfer. Seine Geschichte spielt in der heutigen Zentralschweiz und wird auf das Jahr 1307 datiert. Seit dem 15. Jahrhundert erwähnt, wurde er zu einer zentralen Identifikationsfigur verschiedener, sowohl konservativer als auch progressiver Kreise der Eidgenossenschaft. Seit Ende des 19. Jahrhunderts gilt Tell als der Nationalheld der Schweiz.
Der Dichter Friedrich Schiller verfasste in seiner späten Schaffensphase das berühmte gleichnamige Bühnenwerk.

## Erzählung
Nach der Tell-Legende im Weissen Buch von Sarnen lässt der habsburgische Landvogt Gessler zu Altdorf (under die linden ze Ure) einen Hut (Gesslerhut) auf eine Stange stecken und befiehlt den einheimischen Untertanen, diesen jedes Mal zu grüssen, wenn sie an ihm vorübergehen. Ein «redlicher Mann» genannt Tell, der heimlich im Bund mit Stauffacher, dem Landammann (Amtmann) von Schwyz, ist, verweigert den Gruss, und der Vogt befiehlt ihm, mit der Armbrust einen Apfel vom Kopf seines Sohnes zu schiessen. Tell tut widerstrebend, wie ihm geheissen, und trifft den Apfel. Er wird gefragt, wozu er sich einen zweiten Pfeil genommen habe. Nachdem der Vogt ihm zusichert, er werde ihn nicht töten, antwortet Tell und sagt, wenn er sein Kind getroffen hätte, wäre der zweite Pfeil für den Vogt bestimmt gewesen. Daher lässt der Vogt ihn gefesselt auf seine Burg nach Küssnacht überführen, wo er lebenslang eingekerkert werden soll.
Auf dem Vierwaldstättersee aber bringt ein Sturm das Schiff in Gefahr und Tell wird seiner Fesseln entledigt, um das Boot zu lenken. Geschickt steuert er es gegen das Ufer, wo die Steilwand Axen sich erhebt, und springt dort auf eine hervorstehende Felsplatte, die bereits im Weissen Buch von Sarnen Tellsplatte (tellen blatten) heisst. Er eilt über die Berge nach Küssnacht und erwartet den heimkehrenden Vogt in einem Hohlweg, der Hohlen Gasse, und erschiesst ihn aus dem Hinterhalt mit der Armbrust. Tells Tyrannenmord ist der Auslöser zum bewaffneten Aufstand (dem «Burgenbruch»), der nach dem Sieg bei Morgarten (1315) die Eidgenossenschaft als reichsunmittelbare Regionalmacht etabliert.
Erstmals gedruckt wurde die Tellsgeschichte in der Chronik von Petermann Etterlin 1507.
Die Datierung auf 1307 geht auf Aegidius Tschudi zurück, ebenso die Angabe, Tells Kind sei nicht mehr als sechs Jahre alt gewesen. Tells Vornamen Wilhelm übernimmt Tschudi aus dem Tellenlied. Die Vornamen Walther für Tells Sohn und Herrmann für Gessler werden dagegen erst von Schiller (1804) eingeführt. Ebenfalls bei Tschudi, aber nicht in den frühesten Fassungen, wird berichtet, Tell habe 1315 in der Schlacht bei Morgarten mitgekämpft und 1354 im Schächenbach beim Versuch, ein Kind vor dem Ertrinken zu retten, den Tod gefunden.

## Entstehung

### Herkunft des Apfelschuss-Motivs
Das Motiv vom Apfelschuss tritt zuerst in den Gesta Danorum («Geschichte der Dänen») des Saxo Grammaticus (verfasst ca. 1200–1216) auf. Bei Saxo heisst der Schütze Toko. Der prahlerische Schütze Toko ist ein Gefolgsmann des dänischen Königs Harald Blauzahn und wird von diesem gezwungen, einen Apfel vom Kopf seines Sohnes zu schiessen. Aus Rache erschiesst Toko den König später aus dem Hinterhalt. Die Apfelschuss-Episode im Weissen Buch von Sarnen stimmt bis in ihre Details mit Saxo Grammaticus überein (auch Toko steckt sich einen zweiten Pfeil zu und bekennt auf die Frage des Königs, dass dieser für ihn gewesen wäre, falls er den Sohn getroffen hätte), so dass Saxo evidenterweise als Quelle für die Tell-Sage gelten kann. (Die Erzählung von Punker von Rohrbach im Hexenhammer stammt von 1486, ist also etwas jünger als der erste Beleg für Tell; hier muss der Schütze anstelle eines Apfels eine Münze treffen.)

### Name
Ein alemannischer Rufname Tello oder Tallo (zu einem *dallo- «stolz, leuchtend, prunkend») ist im Gebiet der nachmaligen Schweiz sowohl als selbständiger Personenname (8. Jahrhundert) als auch in Ortsnamen wie Delligen in Obwalden, Dallenwil in Nidwalden, Dällikon und Thalwil in Zürich und Delsberg im Jura bezeugt.
Seit Beginn der Überlieferung wird der Name Tell beziehungsweise im Weissen Buch von Sarnen der Tall jedoch mit dem gleichlautenden schweizerdeutschen Wort für «Einfältiger, Tor», abgeleitet vom Verb talen «einfältig, kindisch tun» gleichgesetzt und als Spitzname gesehen. Diese Bedeutung wird impliziert, wenn bei Tschudi Tell zu Gessler sagt, denn wëre ich witzig, und ich hiessi anders und nit der Tall («wäre ich verständig, hiesse ich anders und nicht der Tall»). In diesem Zusammenhang wird auch ein Bezug zum Namen des Apfelschuss-Helden bei Saxo Grammaticus erwogen, nämlich Toko, zu dänisch tokke ‹wild umherrennen, albern sein›. Mythologisierende Historiker wie Alois Lütolf bevorzugten allerdings die Herleitung von «stolz, prunkend» (das zweite Element im Götternamen Heimdallr).

## Rezeptionsgeschichte
Die breite Rezeption der Tell-Sage im 16. Jahrhundert ist belegt durch zahlreiche bildliche Darstellungen der Apfelschuss-Szene und die Existenz von öffentlichen Gedenkstätten. Volkstümliche Dramatisierungen in der Tradition der Fasnachtsspiele (Tellenspiele) sind ab 1512 fassbar. Die Tellskapelle auf der Tellsplatte bestand bereits im frühen 16. Jahrhundert. Eine weitere Tellskapelle wurde 1582 in Bürglen gebaut. Ein erstes Telldenkmal in Altdorf stammt von 1583. Im 17. Jahrhundert wird «die Drei Tellen» eine volkstümliche Bezeichnung für die Drei Eidgenossen.
Tschudis Chronicon Helveticum wurde erst 1734–1736 publiziert. Tschudis Fassung der Sage erreichte dennoch, über Josias Simlers De Republica Helvetiorum libri duo, dessen Werk 1576 erstmals erschien und immer neu aufgelegt wurde, vom späteren 16. bis zum beginnenden 19. Jahrhundert ein breites Publikum.
Ein Lied Wilhelm bin ich der Telle ist in Drucken von 1613 bis 1633 überliefert, «gebessert und gemehrt» durch den Pritschenmeister Hieronymus Muheim aus Uri, wohl eine Überarbeitung eines älteren Originals.
Der Geograph und Universalgelehrte Johann Gottfried Gregorii alias Melissantes verbreitete die Geschichte zwischen 1708 und 1729 durch mehrere seiner volksnahen Geographiebücher im deutschsprachigen Raum.
Schliesslich wurde vor allem durch die Dramatisierung Friedrich Schillers (Wilhelm Tell, 1804), aber auch durch den Historiker Johannes Müller die Geschichte zunächst in Europa und später auch weltweit bekannt.
1818 nahmen die Brüder Grimm die Sage in ihr Werk Deutsche Sagen auf.
Mit der Bearbeitung durch Schiller wird Tells Tyrannenmord auch als politisches Symbol wirksam. So soll ein republikanischer Bürger im mehrere Jahrhunderte mit der Eidgenossenschaft verbündeten Mülhausen 1828 anlässlich eines Besuchs von Karl X. in der Stadt die Fassade seines Hauses mit einer Darstellung Tells, der mit seinem Pfeil auf das französische Königswappen zielt, bemalt haben. Das wurde allgemein als Bedrohung des Königs verstanden und der Hausbesitzer wurde gezwungen, mindestens den Lilienschild wieder zu tilgen.
Einen noch direkteren Bezug zu Tell wurde hergestellt in der Revolution von 1848/1849 im Kaisertum Österreich, namentlich in Ungarn, da hier die bekämpfte «Tyrannei» wie in der Urschweiz immer noch vom Haus Habsburg ausging. Bereits um 1835 wurden in Ungarn, um die Zensur zu umgehen, Figuren aus Schillers Tell auf Spielkarten dargestellt.
Adolf Hitler äusserte sich zunächst enthusiastisch zu Schillers Stück. Er zitierte es in Mein Kampf und autorisierte eine Aufführung, in der Emmy Sonnemann, die Geliebte Hermann Görings, Tells Frau spielte. Später, am 3. Juni 1941, verbot Hitler allerdings die Aufführung des Stücks, möglicherweise im Zusammenhang mit dem versuchten Attentat durch den Schweizer Maurice Bavaud, von Rolf Hochhuth (1976) als «neuer Wilhelm Tell» gefeiert.
Bei einem Tischgespräch im Februar 1942 soll er sich verärgert über Schillers Tell gezeigt haben («Ausgerechnet Schiller musste diesen Schweizer Heckenschützen verherrlichen»).

## Ikonographie
Die älteste bekannte Darstellung der Tell-Sage ist die Apfelschuss-Szene im Holzschnitt von Daniel Schwegler (ca. 1480 – vor 1546) für die Chronik von Petermann Etterlin, gedruckt 1507. Bereits um 1520–1530 wurden die Darstellungen zahlreich und finden sich auf verschiedenen Bildträgern, unter anderem ein Holzrelief im Klauser-Haus in Luzern (um 1523), im Berner Predigt-Mandat von 1523 und in einer Wappenscheibe des Zürcher Geschlechts Froschauer (um 1530). Ein weiterer früher Holzschnitt ist in der Chronik von Johannes Stumpf, gedruckt bei Froschauer 1527. Alle diese frühesten Darstellungen zeigen die Apfelschuss-Szene und sind in ihrer Komposition vom Holzschnitt Schweglers abhängig.
Im 17. und 18. Jahrhundert wurden in Uri mehrfach Silbermedaillen mit der Apfelschuss-Szene geprägt.
Wie früh Tell bereits als Brunnenfigur dargestellt wurde, ist umstritten. Angebliche Tellfiguren aus dem 16. und 17. Jahrhundert wie auf dem Tellenbrunnen in Schaffhausen (1522/1682) und dem Basler Tellbrunnen waren mit grosser Wahrscheinlichkeit als anonyme Bannerherren intendiert, welche die eidgenössische Eigenständigkeit im Wehr- und Gerichtswesen personifizierten, und wurden sekundär als Tell individualisiert. Eine eindeutige Zuschreibung ist erst ab den 1780er Jahren mit der Beigabe von typischen Attributen wie dem durchschossenen Apfel und insbesondere dem Sohn Walter möglich. Das gilt für das Zürcher Telldenkmal von Friedrich Schäfer, das 1780 auf dem Lindenhof errichtet und 1800 von Gegnern der Helvetischen Republik zerstört wurde, und die Tellstatue von Josef Benedikt Kuriger, die ab 1786 Brunnenfigur in Altdorf war und seit 1891 in Bürglen steht.
Weitere noch nicht von Schiller abhängige Darstellungen Tells entstanden zur Zeit der französischen Revolution. In der aquarellierten Federzeichnung Wilhelm Tell bekämpft die Revolution von Balthasar Anton Dunker (1798) ist Tell ein allegorischer Vertreter der Eidgenossenschaft und wehrt mit einem Schild, auf dem die Rütlischwur-Szene abgebildet ist, die als Chimäre allegorisierte Französische Revolution ab. Umgekehrt stellte Jean-Baptiste Marie Poisson 1794 Tell im Moment des Tyrannenmordes als Helden der Revolution dar. Das Siegel der Helvetischen Republik stellte Tell dar, wie er nach dem Apfelschuss seinen Sohn in die Arme schliesst.
In den Darstellungen vor 1800 wird Tell meist nicht in bäuerlichem Gewand dargestellt, sondern als mit Schwert oder Schweizerdegen bewaffneter Landsknecht, oft mit geschlitzter Tracht und Federhut.
Darstellungen nach 1804 sind stark von Schillers Drama beeinflusst. In der Nationalromantik wird Tell nun oft in der Tracht eines Alphirten dargestellt. Vincenzo Vela schuf 1856 das Telldenkmal in Lugano, das ihn mit einem Pfeil in der Rechten zeigt, den er drohend emporhält. Ernst Stückelberg  gestaltete 1879 ein Fresko mit der Szene von Tells Sprung auf die Tellsplatte für die dortige Tellskapelle. Besonders bekannt ist das Telldenkmal von Richard Kissling in Altdorf (1895). Einflussreich war auch das Gemälde von Ferdinand Hodler (1897), eigentlich eine Studie für ein grösseres Werk Gesslers Tod, das Hodler für den Wettbewerb des Landesmuseums plante. Hodlers Darstellung von Tell wurde als «sakral» beschrieben und mit der klassischen Ikonographie von Gottvater, Moses, Johannes des Täufers oder Jesus verglichen. Für das Landesmuseum in Zürich schuf Hans Sandreuter 1901 ein Mosaik, das die Szene der Verhaftung Tells durch Gesslers Schergen zeigt.

## Historizität
Dass Tell keine historische Figur und die Tell-Erzählung eine Sage ist, wurde schon relativ früh erwogen: 1607 durch den Freiburger Franz Guillimann, später durch die Basler Christian und Isaak Iselin, den Berner Pfarrer Uriel Freudenberger (1760) sowie durch Voltaire in den Annales de l’Empire. Freudenberger stellte in seiner anonym veröffentlichten Abhandlung Der Wilhelm Tell. Ein Dänisches Mährgen die These auf, es handele sich beim schweizerischen Wilhelm Tell um die Nachdichtung der Toko-Episode aus den Gesta Danorum. Gottlieb Emanuel von Haller übersetzte die Abhandlung Freudenbergers ins Französische und veröffentlichte sie wegen der Befürchtungen Freudenbergers unter seinem eigenen Namen.
Im 19. Jahrhundert stellte die «kritische Schweizer Geschichtsschreibung», als deren Begründer Joseph Eutych Kopp (um 1835) gilt, die Historizität Tells und die Befreiungstradition als Ganzes in Frage.
Eine internationale «Historikerdebatte» zum Thema fand in der zweiten Hälfte des 19. Jahrhunderts statt, angestossen durch die Wiederentdeckung des Weissen Buchs von Sarnen 1856. Die Ansicht, dass Tell keine Geschichtlichkeit zukomme, setzte sich noch vor 1900 unter Historikern weitgehend durch, vor allem aufgrund der kritischen Darstellungen durch Moritz von Stürler und Johannes Dierauer. Besonders die Apfelschuss-Episode wurde nun auch von Vertretern eines historischen Tyrannenmordes als sagenhaft anerkannt aufgrund der schon um 1760 von Gottlieb Emanuel von Haller und Simeon Uriel Freudenberger entdeckten Parallele zu einem «dänischen Märchen».
Im frühen 20. Jahrhundert galt die Frage allerdings auch unter Historikern weiterhin als kontrovers und wird so durch Anton Largiadèr im Historisch-biographischen Lexikon der Schweiz von 1931 gewürdigt. In derselben Publikation verteidigt Karl Meyer noch die geschichtliche Existenz Tells.
Erst nach 1945 wird die Tell-Sage von Historikerseite einhellig als sagenhaft eingestuft. Als historischer Kern der Legende wurde von Bruno Meyer noch 1959 die tatsächliche Ermordung eines Landvogts im frühen 14. Jahrhundert vermutet.
Das Hauptargument gegen die historische Existenz Tells ist das völlige Fehlen von zeitgenössischen Belegen für die Person Tells oder die Ermordung eines Landvogtes namens Gessler. Die Existenz der Tell-Sage kann vor dem letzten Drittel des 15. Jahrhunderts nicht belegt werden, also mehr als 150 Jahre nach den erzählten Ereignissen. Auch bildliche Darstellungen der Apfelschuss-Szene fehlen vor dieser Zeit vollständig.
In Uri liess sich auch keine Familie «Tell» ermitteln. Vermeintliche Hinweise auf diesen Namen in den Erkenntnissen der Urner Landsgemeinden von 1387 und 1388 wie auch Einträge wie «Tello» und «Täll» in Totenregistern und Jahrzeitbücher von Schattdorf und Attinghausen wurden bereits im 19. Jahrhundert als spätere Fälschungen eingestuft.

## Künstlerische Adaptionen

Zarli Carigiet als Wilhelm Tell mit Sohn (1970)

Theateraufführungen der Tell-Sage in der Tradition der Fasnachtsspiele fanden in der Innerschweiz seit spätestens 1512 statt. Das Urner Tellenspiel ist die älteste schriftliche Überlieferung eines solchen Stücks. Es wurde vermutlich im Winter 1512/1513 in Altdorf aufgeführt. Es ist wahrscheinlich, dass ähnliche Aufführungen, als Improvisationen ohne festen Text nach dem Vorbild der Commedia dell’Arte, bereits auf das spätere 15. Jahrhundert zurückgehen. Ulrich Zwingli lobt das Urner Tellenspiel in einem Brief an seinen Freund Valentin Compar und rühmt Wilhelm Tell als der gotskrefftig held und erster anheber eidgnossischer fryheit …, ursprung und stiffter einer loblichen Eydgnoschafft.
Die Tragödie Guillaume Tell von Antoine-Marin Lemierre wurde erstmals 1766 von den Comédiens ordinaires du Roi (Ludwig XV.) aufgeführt. Basierend auf Lemierres Stück schrieb Michel-Jean Sedaine das Libretto für die Oper Guillaume Tell von André-Ernest-Modeste Grétry (1791) für die Comédie-Italienne in Paris.
Sehr einflussreich wurde Schillers Drama Wilhelm Tell von 1804 für die Rezeption des Tell-Stoffs sowohl international als auch in der Schweiz. Rossinis Oper Guillaume Tell von 1829 ist eine Adaptation von Schillers Stück, mit einem Libretto von Étienne de Jouy.
Schillers Stück wurde in der Schweizer Nationalromantik dankbar aufgenommen. Der im Weissen Buch von Sarnen erwähnte Mythenstein wurde 1859 als Schillerdenkmal gestaltet, der «Schillerstein», mit der Inschrift «Dem Sänger Tells». Die volkstümlichen Tellspiele in der Innerschweiz wurden von Schillers Stück völlig verdrängt. In Altdorf wurde Schillers Stück zum ersten Mal 1823 aufgeführt. 1898 entstand die «Tellspielgesellschaft Altdorf» und verpflichtete sich, Schillers Wilhelm Tell mindestens zwanzig Mal aufzuführen. Seit 1914 finden die Tellspiele nicht mehr jährlich statt. In Interlaken werden die Tellspiele seit 1912 aufgeführt; seit 2024 nicht mehr jährlich.
Im Jahr 1971 veröffentlichte Max Frisch eine entheroisierende Version der Tell-Sage: Die Novelle Wilhelm Tell für die Schule parodiert das idealistische Drama Schillers und erzählt die Geschichte aus der Perspektive Gesslers. Der Landvogt wird als eher gutmütiger, dicklicher Ritter und kleiner Beamter porträtiert. Ohne es zu wollen, gerät er in Konflikt mit Tell und den Urschweizern, die als fremdenfeindliche, engstirnige Hinterwäldler dargestellt werden. Die Tötung Gesslers erscheint bei Frisch nicht als politisch motivierte Befreiungstat, sondern als feiger Meuchelmord. Angeregt wurde das Werk durch einen Terroranschlag auf dem Flughafen von Zürich, den palästinensische Mitglieder der Fatah 1969 verübt hatten. Einer der Attentäter hatte sich nach seiner Verhaftung auf den «Freiheitskämpfer Wilhelm Tell» berufen. Frisch wollte mit seinem Werk, das mit zahlreichen Quellenangaben und Anmerkungen versehen ist, zeigen, dass sich ein verfestigtes Narrativ wie die Tell-Sage bei genauer Betrachtung der Quellen auflösen lässt und einer gänzlich anderen Interpretation Raum geben kann.

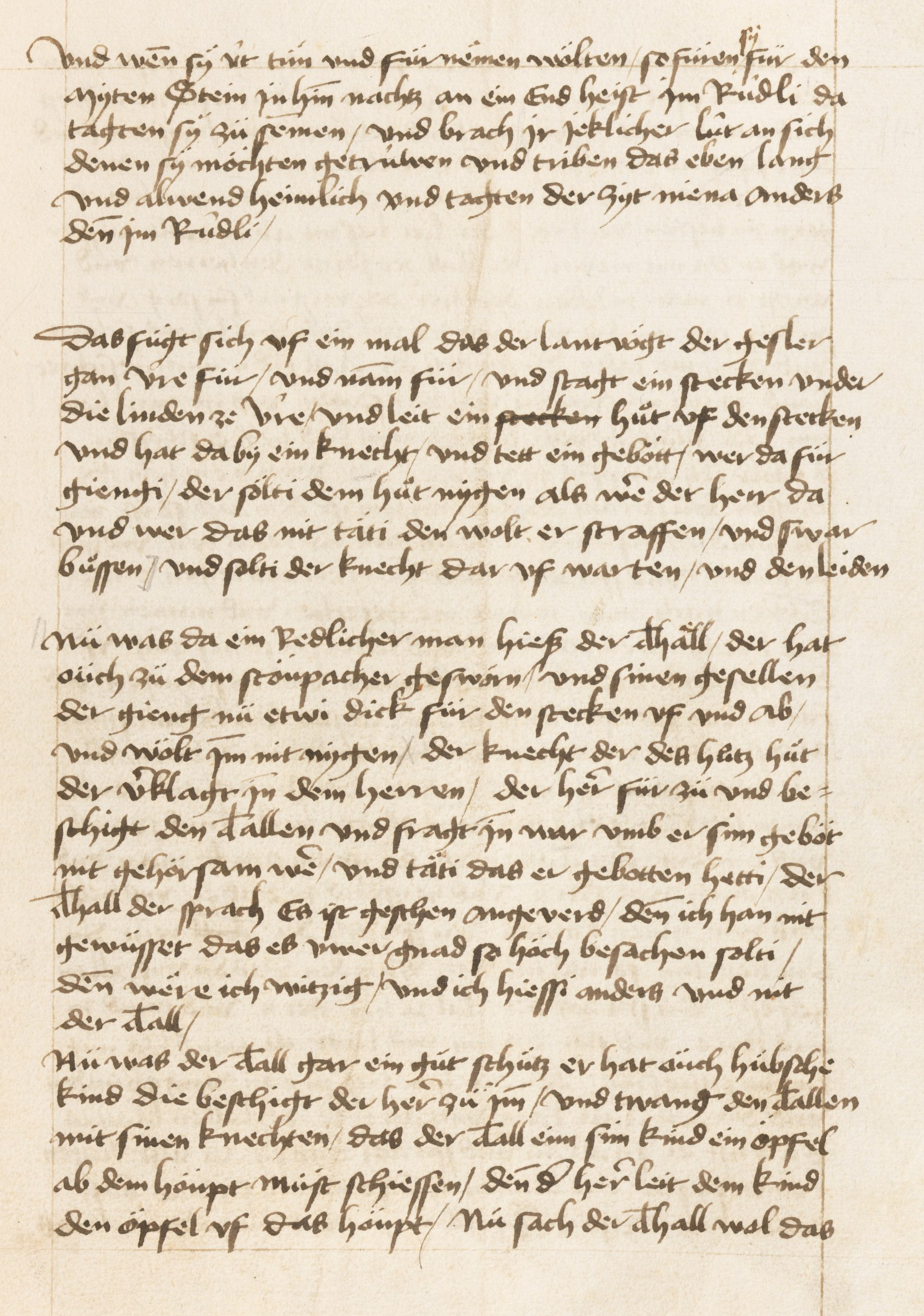
Eine Seite aus dem Weissen Buch von Sarnen, der ältesten Quelle der Tellsage

Im Folgenden sind Adaptationen der Tell-Sage seit 1900 aufgelistet:
| Jahr | Titel                                                                                        | Medium                       | Beschreibung |
| ---- | -------------------------------------------------------------------------------------------- | ---------------------------- | --- |
| 1900 |                                                                                              | Film                         | Stummfilm-Fragment von Charles Pathé |
| 1904 | «William Tell Told Again»                                                                    | Roman                        | Erzählung von P. G. Wodehouse, mit Illustrationen von Philip Dadd. |
| 1913 | «Die Befreiung der Schweiz und die Sage vom Wilhelm Tell»                                    | Film                         | Stummfilm von Friedrich Feher |
| 1923 | «Wilhelm Tell»                                                                               | Film                         | Deutscher Stummfilm mit Hans Marr als Tell und Conrad Veidt als Gessler. |
| 1924 | «Die Entstehung der Eidgenossenschaft»                                                       | Film                         | Schweizerisch-amerikanischer Stummfilm mit freier Anlehnung an historische Tatsachen, Legenden und Schillers Drama. |
| 1925 | «Wilhelm Tell»                                                                               | Hörspiel                     | Deutsches Hörspiel von Nordische Rundfunk AG (NORAG, Hamburg), Regie: Hermann Beyer; Bearbeitung: Hans Bodenstedt. |
| 1934 | «Wilhelm Tell»                                                                               | Film                         | Deutscher Tonfilm, Regie: Heinz Paul (mit Hans Marr, Conrad Veidt und Emmy Sonnemann). |
| 1951 | «Wilhelm Tell»                                                                               | Hörspiel                     | Deutsches Hörspiel, Produktion: Bayerischer Rundfunk, Regie: Hannes Küpper. |
| 1953 | «The Story of William Tell»                                                                  | Film (30-minütiges Fragment) | Amerikanisch-britisch-deutsch-spanische Koproduktion, Regie: Jack Cardiff, mit Errol Flynn als Tell. |
| 1955 | «Wilhelm Tell»                                                                               | Hörspiel                     | Deutsches Hörspiel, Produktion: Hessischer Rundfunk, Regie: Gustav Rudolf Sellner. |
| 1958 | «Wilhelm Tell»                                                                               | Hörspiel                     | Deutsches Hörspiel, Produktion: Bayerischer Rundfunk, Regie: Heinz-Günter Stamm. |
| 1960 | «Wilhelm Tell» auch: «Wilhelm Tell – Burgen in Flammen» und «Wilhelm Tell – Flammende Berge» | Film                         | Schweizer Film, Regie Michel Dickoff und Karl Hartl, Robert Freytag, Hannes Schmidhauser, Zarli Carigiet und Alfred Rasser. |
| 1968 | «Wilhelm Tell»                                                                               | Film                         | Deutscher Fernsehfilm einer Aufführung von Schillers «Wilhelm Tell» am Staatstheaters Stuttgart mit Max Eckard als Tell und Peter Roggisch als Gessler.                                                                                                  |
| 1971 | «Wilhelm Tell für die Schule»                                                                | Novelle                      | Entheroisierende Parodie von Max Frisch. Der Tell-Stoff wird aus der Sicht Gesslers erzählt, Tell und die Urner werden als fremdenfeindlich, borniert und selbstgerecht dargestellt.                                                                     |
| 1975 | «Der Schütze Tell»                                                                           | Theaterstück                 | Entheroisierende Parodie von Hansjörg Schneider. Tell ist ein unpolitischer Querkopf, der Gessler aus rein privaten Motiven niederschiesst und damit die lokale Elite begünstigt, die ihre eigenen Machtinteressen durchzusetzen wollen.                 |
| 1977 | Tell!                                                                                        | Rock-Musical                 | Musical von Beat Hirt (Text) und Tommy Fortmann (Musik). Uraufführung: 31. Juli 1977, Schützenhaus Albisgüetli, Zürich. |
| 1987 | «Crossbow: The Adventures Of William Tell»                                                   | Fernsehserie                 | 18-teilige amerikanisch-britisch-französische Abenteuerserie. Die deutsche Fassung erschien unter dem Titel Wilhelm Tell – Kämpfer der Gerechtigkeit. |
| 1998 | «The Legend Of William Tell»                                                                 | Fernsehserie                 | 16-teilige Fernsehserie aus dem Fantasy-Genre ohne direkten Bezug zum Tell-Stoff. Die deutsche Fassung erschien unter dem Titel Tell – Im Kampf gegen Lord Xax.                                                                                          |
| 2007 | «Tell»                                                                                       | Film                         | Schweizer Persiflage auf den Tell-Stoff von Mike Eschmann, mit Mike Müller als Tell. Tell ist ein österreichischer Quacksalber der zusammen mit dem Eskimo Val-Tah durch die Schweiz zieht. Die beabsichtigte Provokation misslang und der Film floppte. |
| 2012 | «Tell – Das Musical»                                                                         | Musical                      | Musical von Hans Dieter Schreeb (Textbuch), Wolfgang Adenberg (Liedtexte), Marc Schubring (Musik) und John Havu (Creative Development), erstmals aufgeführt auf der Walensee-Bühne in Walenstadt.                                                        |
| —    | «Tell 3D»                                                                                    | Film                         | Unrealisierter Hollywoodfilm, bereits 2008 angekündigt, dann nach finanziellen Problemen verzögert, 2011 erneut angekündigt mit Brendan Fraser und Til Schweiger in den Hauptrollen, mit geplanter Veröffentlichung 2014.                                |
| 2016 | «Tell – Mann. Held. Legende.»                                                                | Roman                        | Historischer Roman von Thomas Vaucher, der im ersten Teil die unbekannte, fiktive Jugend Wilhelm Tells erzählt, um dann im zweiten Teil der überlieferten Legende Tells nachzugehen, diese aber neu interpretiert.                                       |
| 2022 | «Tell»                                                                                       | Roman                        | Roman von Joachim B. Schmidt, in dem die Sage modernisiert und aus dem Blickwinkel verschiedener Figuren erzählt wird. |
| 2023 | «Tell – Jagd auf ewig»                                                                       | Film                         | Spielfilm von und mit Luke Gasser in der Hauptrolle, basierend auf dem Weissen Buch von Sarnen. |
| 2024 | «Wilhelm Tell»                                                                               | Film                         | Spielfilm mit Claes Bang in der Hauptrolle |